# Lightbulb Sun
Albums de Porcupine Tree
Stupid Dream
(1999) In Absentia
(2002)
Lightbulb Sun est le sixième album studio du groupe britannique Porcupine Tree, sorti le 22 mai 2000 sous le label Snapper Music.
Lightbulb Sun continue dans le même style que l'album précédent de Porcupine Tree, Stupid Dream, en incorporant des éléments pop au style de rock progressif du groupe.

## Liste des titres
| 1.    | Lightbulb Sun                                              | 5:31  |
| 2.    | How Is Your Life Today?                                    | 2:46  |
| 3.    | Four Chords That Made a Million                            | 3:36  |
| 4.    | Shesmovedon                                                | 5:13  |
| 5.    | Last Chance to Evacuate Planet Earth Before It Is Recycled | 4:48  |
| 6.    | The Rest Will Flow                                         | 3:14  |
| 7.    | Hatesong                                                   | 8:26  |
| 8.    | Where We Would Be                                          | 4:12  |
| 9.    | Russia on Ice                                              | 13:03 |
| 10.   | Feel So Low                                                | 5:18  |
| 56:17 |                                                            |       |